# Nikolaï Olialine
Nikolaï Vladimirovitch Olialine (en russe : Николай Владимирович Олялин), (né le 22 mai 1941, mort le 17 novembre 2009) est un acteur soviétique russe et ukrainien. Artiste du Peuple de la République socialiste soviétique d'Ukraine en 1979.

## Biographie
Olialine est né dans la famille de trois enfants d'un tailleur du village Opikhalino de l'Oblast de Vologda en URSS. Il est scolarisé à l'école locale et joue au théâtre amateur de la maison des pionniers. En 1959, il s'installe à Leningrad. Diplômé de l'Académie des arts du théâtre de Saint-Pétersbourg, il part travailler au Théâtre du jeune spectateur de Krasnoïarsk. À partir de 1968, il est acteur du Studio Dovjenko.
L'artiste est décédé à Kiev d'un infarctus du myocarde. Il est inhumé au Cimetière Baïkov.

## Filmographie partielle
- 1970 : La Fuite d'Alexandre Alov et Vladimir Naoumov : Krapiline
- 1971 : Libération (Освобождение) de Iouri Ozerov : capitaine Tsvetaev
- 1971 : La Hardiesse (Дерзость) de Gueorgui Jungwald-Khilkevitch : Andreï Klimenko
- 1971 : Les Gentilshommes de la chance (Джентльмены удачи) : colonel Vertchenko
- 2004 : Night Watch (Дневной дозор)  de Timur Bekmambetov : Maxime